# 我的文档
我的文档是微軟視窗作業系統裡的一個系統資料夾，它通常用以存放使用者的文件、音樂、圖片、下載等等的檔案。

## 歷史
我的文档最先在Windows 95 OSR2 被引入，作為存放由使用者建立的文件的標準位置。資料夾本身的路徑是位於C硬碟根目錄下，另外在桌面還有一個指向該資料夾的捷徑。
在Windows 2000，Windows XP和Windows 2003，我的文档預設是在使用者的個人檔案資料夾下，路徑一般是Documents and Settings\[user name]\My Documents。在這些作業系統中，我的文档被作為一個系統資料夾處理。系統資料夾是自Windows 2000開始引入的一個概念，用以分隔各個使用者的個人檔案資料夾。使用考可以對我的文档右鍵選屬性，並在對話框裡選擇我的文档的新位置。
在Windows Vista之后的版本中，系統不再把儲存使用者檔案的資料夾命名為我的ＸＸ，而是直接把資料夾命名為文件、圖片及影片等等。同時所有資料夾亦已被移至C:\Users\[user name]下。

## 其他「我的」資料夾
在Windows 98，我的音樂及我的圖片這個兩個「我的」資料夾被引入。
在Windows XP，可以透過微軟的Tweak UI公用工具更改「我的」資料夾的位置。
我的音樂及我的圖片預設不會出現在Windows 2003，除非開始工能表個人化被啟用。
當在WinXP安裝Windows Media Player 10或11，我的影片資料夾就會被建立，用來存放媒體庫裡的影片檔案。
很多應用程式也會在我的文档建立以「我的」開頭的資料夾用於存放其設定或檔案：
- Windows Messenger和Windows Live Messenger在第一次啟動時會建立一個叫我已接收的檔案的資料夾。

- Windows Vista以後的作業系統會建立一個叫我的遊戲的資料夾，用來存放電腦遊戲，特別是由微軟出品的遊戲，的設定檔案。這樣當使用者要重裝系統或更換電腦時，就能很方便的備份遊戲設定檔並合併到新的系統上。

- Windows Live Writer（英语：Windows Live Writer）把使用者發佈過的部落格文章，或是被存成草稿的文章全部存放在一個叫「My Weblog Posts」的資料夾

## 對「我的」資料夾的批評
「我的」資料夾在引入初期受到一些批評，因為這些「我的」資料夾在名字上都很雷同，因此很容易在這些資料夾之間混淆。
另外，因為大部份視窗應用程式也會將我的文档作為其儲存檔案的預設位置，因此假如使用者有一批檔案想另存到我的文档之外的其他地方，這樣他就得在儲存每個檔案時重新選擇希望儲存的位置，而構成麻煩。不過因為「我的」資料夾在系統只是一個指向實際資料夾的捷徑，因此可透過例如TweakUI之類的程式去更改它們的位置。

## 群組原則
當一台電腦是一個網域裡的工作站，網絡管理員就能使用群組原則更改其我的文档指向的位置。在一些大企業裡，員工桌面上的我的文档資料夾通常就是指向檔案伺服器上的某個資料夾。